# TOGGY's AHEAD!
『TOGGY's AHEAD!』（トギーズアヘッド!）はKBCラジオが2014年3月31日から2017年3月31日まで放送された生番組。放送時間は毎週月曜 16:00 - 18:30、毎週火曜 - 金曜 16:00 - 17:55（ナイターシーズン）（ナイターオフは毎週月曜 - 金曜16:00 - 18:45）。
2018年4月7日からは毎週土曜17:00 - 19:00へ移動の上再開したが、2019年3月30日をもって終了した。

## 概要
「PAO〜N」の16時台と「らぶチャンネル」の17時台の枠を統合して始まった夕方の生番組。
『Activeに!Positiveに!』を基本理念に、あらゆる世代のリスナーが楽しめる、究極の「エンターテインメントラジオプログラム」として、TOGGYと番組スタッフが選曲した「上質の音楽」に加え番組が独自に仕入れた「エリア情報」と「TOGGY`s Voice」を「リスナーの耳と心」に届ける」としている。
2011年3月に「ブギウギラジオ」が終了して以来、TOGGYにとって3年ぶりにKBCラジオの番組に復帰となった。
平日版は2017年3月31日をもって終了したが、2018年4月7日に毎週土曜 17:00 - 19:00に移動の上再開。

## 出演者

### パーソナリティ
- TOGGY

### アシスタント
平日時代
- 月曜：ルーシー（2016年9月2日・9月26日〜2017年3月27日）
- 火曜：西田たかのり（2016年9月27日〜2017年3月28日）

以下は、TOGGY's ANGELS（一般公募で選ばれたアシスタント）
- 水曜：井上志帆子（おしりん山）（2016年8月5日〜2017年3月29日）
- 木曜：RIO（堕天使コスプレイヤー）（2016年8月4日〜2017年3月30日）
- 金曜：坂井汐梨（腹黒エンジェル）（2016年8月3日〜2017年3月31日）

過去
TOGGY's ANGELS
- 月曜：IKUSEI ANGELS（週替わり）
- 火曜：ティヤナ（2016年8月2日〜9月20日)

## タイムテーブル

### 平日時代 （2017年3月時点）
- 15:58：沢田・TOGGYの何か無いか～?（直前番組「PAO〜N」のパーソナリティ沢田幸二らとのトークコーナー。16時を跨ぐため、ステブレレスで当番組に接続。16:05頃でトークを終了し、パーソナリティ交代。）2016年4月1日開始。
- 16:06：NEWS AHEAD
- 16:16：The best hit FUK
- 16:20：

（火）きもの男子の四方山話
（水）藤堂和子の女性塾
（木）福岡ICHIBAN!!〜世界一の九州をつくろう〜
- 16:26：KBC information
- 16:30：KBC交通情報
- 16:35：Daily Music[2]

（月）本気のリクエスト
（火）J-POPアワー
（水）ムジカ de FUKUOKA
（木）世界のヒットチャート
（金）中州指南
- 16:50：KBC朝日新聞ニュース
- 16:53：KBC天気予報
- 17:00：ニュース・パレード（文化放送）
- 17:20：エリアファイル
- 17:25：ホークスライブスタジアム
- 17:30：KBC交通情報
- 17:33：夕方カタルーニャ
- 17:45：（火曜 - 金曜）キリン一番搾りプレゼンツICHIBANプレイヤー！
- 18:00：TOGGYとまるごとHOWマッチ！
- 18:20：（不定期）WSSN（笑ったら・ステッカー・差し上げます・ニュース）

### 土曜版
- 17:25 ホークスライブスタジアム
- 17:55 エリアファイル